# Schliephackea
Schliephackea là một chi rêu trong họ Dicranaceae.